# I Robot (musikalbum)
För andra betydelser, se I, Robot (olika betydelser).
Musikalbum skapat av Alan Parsons Project 1977

## Innehåll
Sida 1
1. I Robot
2. I Wouldn't Want To Be Like You
3. Some Other Time
4. Breakdown
5. Don't Let It Show

Sida 2
1. The Voice
2. Nucleus
3. Day After Day
4. Total Eclipse
5. Genesis Ch.1. V.32

### Sång
- Lead Vocals Allan Clarke
- Steve Harley
- Jack Harris
- Peter Straker
- Jaki Whitren
- Dave Townsend
- Lenny Zakatek

### Bakgrundssång
Hilary Western, Smokey Parsons, David Paton,
Stuart Tosh, Ian Bairnson, Tony Rivers, John Perry, Stuart
Salver, Eric Wooflson, Alan Parsons

### Kör och orkester
- Arrangerad och dirigerad av Andrew Powell

Choirs The English Chorale & The New Philharmonia Chorus
Orchestral Contractor David Katz Choirmaster Bob Howes

### Instrument
- Bas David Paton,
- Trummor och slagverk Stuart Tosh
- El-gitarr Ian Bairnson
- Akustisk gitarr Ian Bairnson, David Paton,

Alan Parsons
- Keyboard Eric Woolfson, Duncan Mackay,

Alan Parsons
- Steelguitar B.J. Cole
- Projectron & Vocoder Eric Woolfson & Alan Parsons
- Cimbalom & Kantele John Leach

### Teknisk ledning
- Producent Alan Parsons
- Executive producent Eric Woolfson
- Teknisk assistent Chris Blair, Patrick Stapley
- Mastering Chris Blair
- Omslagsdesign Eric Woolfson